# Arne Widner
Arne Åke Widner, född 7 april 1911 i Trelleborgs församling i Malmöhus län, död 6 mars 1972 i Bromma församling i Stockholms län, var en svensk militär.

## Biografi
Efter studentexamen i Lund 1931 avlade Widner marinofficersexamen vid Kungliga Sjökrigsskolan 1935 och utnämndes samma år till fänrik i kustartilleriet, varefter han befordrades till löjtnant 1937. Han var adjutant vid Karlskrona kustartilleriregemente 1937–1940 och gick Allmänna kursen vid Kungliga Sjökrigshögskolan 1941–1942. År 1943 befordrades han till kapten och samma år gick han Stabskursen vid Sjökrigshögskolan, varefter han var lärare i kustartilleritaktik vid Sjökrigsskolan 1943–1947. Samtidigt med tjänstgöringen vid Sjökrigsskolan var Widner repetitör i stabstjänst vid Sjökrigshögskolan och tjänstgjorde från hösten 1944 också vid Försvarets kommandoexpedition. Vid denna tid utarbetade han också en lärobok i kustartilleritaktik för användning vid Sjökrigsskolan. Han var dessutom expert i 1944 års manskapsutredning. Han befordrades till major 1947 och var stabschef vid Karlskrona kustartilleriregemente 1947–1950, varefter han tjänstgjorde vid Marinstaben 1950–1952 och Försvarsstaben 1952–1957, befordrad till överstelöjtnant 1955. Han var stabschef vid Kustartilleriinspektionen 1957–1961. År 1961 befordrades han till överste och 1961–1964 var han chef för Sektion 1 i Marinstaben. Han befordrades 1964 till överste av första graden och var 1964–1970 chef för Sektion IV i Marinstaben tillika officers- och underofficerskårerna i kustartilleriet (kustartilleriinspektör), varpå han 1971 lämnade krigsmakten.
Arne Widner invaldes 1956 som ledamot av Kungliga Örlogsmannasällskapet och 1964 som ledamot av Kungliga Krigsvetenskapsakademien.
Widner var 1953–1961 adjutant hos Hans Majestät Konungen och från 1961 överadjutant.
Arne Widner var son till direktör Oscar Widner och Ebba Westberg. Han gifte sig 1938 med Elsa Carlbom (1914–1999). Makarna är begravda på Sankt Pauli mellersta kyrkogård i Malmö.

## Utmärkelser
- Kommendör av första klass av Svärdsorden, 6 juni 1967.[7]